# Postcondición
En programación, una postcondición es una condición o predicado lógico que siempre debe cumplirse justamente después de la ejecución de una sección de código o de una operación (especificación formal). Las postcondiciones se prueban a veces mediante aserciones incluidas en el código. A menudo, las postcondiciones se incluyen simplemente en la documentación de la correspondiente sección de código.
Por ejemplo: el resultado de un factorial es siempre un entero mayor o igual que 1. De este modo un programa que calcula el factorial de un número dado tendría como postcondiciones que el resultado debe ser un entero y que este debe ser mayor o igual que 1.